# Archibald Butt
Pour les articles homonymes, voir Butt.
Le major Archibald Willingham Butt (26 septembre 1865, Augusta, Géorgie - 15 avril 1912, Océan Atlantique) est un militaire américain. Après avoir été journaliste puis avoir combattu dans la guerre hispano-américaine, il rejoint la Maison-Blanche pour conseiller le président américain Theodore Roosevelt puis son successeur William Howard Taft. En 1912, après 6 semaines de vacances en Europe, il embarque sur le Titanic. Dans la nuit du 14 avril, le transatlantique heurte un iceberg et coule dans la nuit. Butt périt lors du naufrage avec 1 500 passagers, à l'âge de 46 ans.
Il fut membre à titre héréditaire de la Société des Cincinnati.

## Biographie

### Jeunesse
Archibald Willingham Butt est né à Augusta (Géorgie), fils de Joshua Willingham Butt et Pamela Robertson Boggs. C'est le neveu du général William R. Boggs de l'Armée des États confédérés. La famille Butt est une famille influente d'Augusta, mais souffre financièrement de la Guerre civile américaine. Son père meurt alors qu'il a quatorze ans, et il est obligé de travailler pour subvenir aux besoins de sa mère, de sa sœur et de son frère cadet. Grâce à l'aide du pasteur de son église et à sa mère, qui trouve un emploi de bibliothécaire, Archibald Butt accède à l’University of South du Tennessee, terminant son cursus en 1888. Il est membre de la fraternité Delta Tau Delta pendant ses années d'études. Butt entreprend ensuite une carrière de journaliste en travaillant d'abord au Courier-Journal de Louisville puis devient par la suite reporter à Washington, faisant des reportages pour divers journaux du sud comme The Atlanta Constitution et le Nashville Banner. C'est en travaillant à Washington que Butt devient le premier secrétaire de l'ambassade américaine au Mexique avec le sénateur Matt Ransom.

### Carrière militaire
En 1898, pendant la Guerre hispano-américaine, Butt rejoint l'armée en tant que lieutenant. Il sert aux Philippines de 1900 à 1904. Durant cette période, il participe à la fondation du Military Order of the Carabo, une fraternité militaire toujours existante. En 1904, il est nommé intendant du dépôt de Washington, où il rencontre le Président Theodore Roosevelt. En 1906, il est envoyé à Cuba dans le cadre d'une opération de pacification. En 1908, nommé capitaine, il est rappelé à Washington pour servir de conseiller militaire au Président Roosevelt. Quand William Howard Taft devient Président l'année suivante, Butt conserve son poste. En 1911, il est promu major.

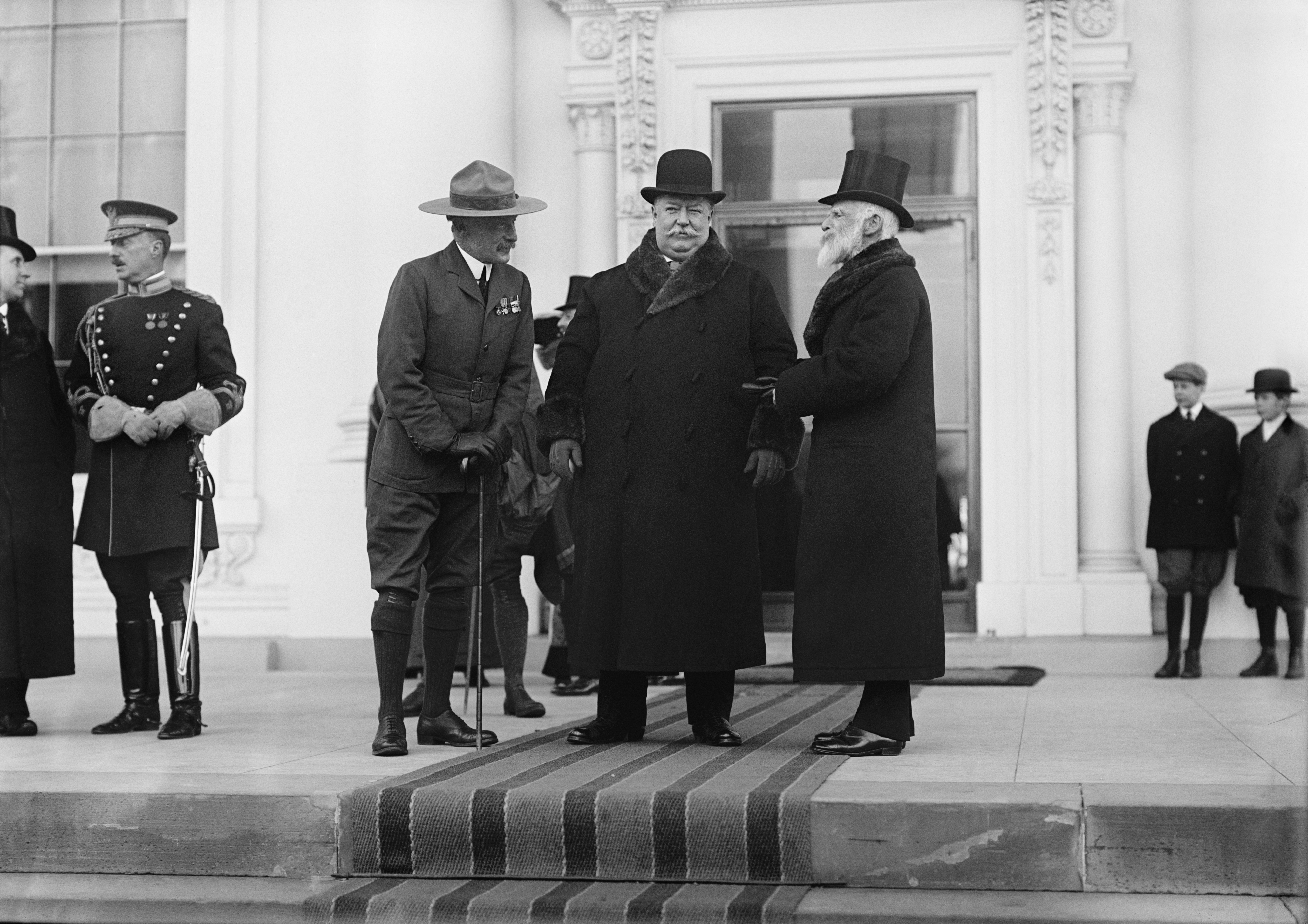
Butt sur le perron de la Maison-Blanche, avec Robert Baden-Powell, Président Taft et l'ambassadeur britannique James Bryce au premier plan

En 1912, le premier mandat de Taft touche à sa afin et Roosevelt qui s'est brouillé avec lui, le concurrence. Étant très proche des deux hommes et loyal, Butt se retrouve coincé entre eux. Sa santé se détériorant à cette époque, son ami Francis Davis Millet demande à Taft de lui accorder du repos avant le début des primaires. Taft accepte et ordonne à Butt de partir en vacances.
Pendant qu'il servait les deux présidents, Butt écrivait presque tous les jours des lettres à sa belle-sœur Clara. Ces lettres sont considérées par les historiens modernes comme une source d'information clé sur les événements les plus intimes concernant les deux présidents.

### À bord du RMSTitanic
Au début du printemps de 1912, la santé de Butt empire ; il part pour six semaines de vacances en Europe. Il est accompagné pendant une partie de son voyage par son ami le peintre américain Francis Davis Millet. Sa seule mission officielle pendant ces vacances est de rendre visite au Pape Pie X, au cours de laquelle il remet au pontife un message personnel de la part de Taft. Il réserve ensuite une cabine sur le RMS Titanic pour son retour aux États-Unis. Il embarque à Southampton le 10 avril 1912, et son ami Millet embarque à Cherbourg plus tard dans la journée. Durant la traversée, Butt occupe la cabine B-38, à bâbord. Il joue aux cartes dans le fumoir des premières classes la nuit du 14 avril lorsque le Titanic heurte un iceberg. Le navire sombre à 2 h 20 du matin.
Les actes du Major Butt à bord du navire pendant le naufrage sont assez difficilement vérifiables, mais de nombreux récits à sensations ont été publiés dans les journaux après le désastre. Selon certains récits, le commandant du Titanic, Edward Smith, informa Butt que « le sort du navire était joué » et que « les canots de sauvetage étaient préparés ». Butt agit alors comme un officier du navire, aidant les femmes et les enfants à embarquer sur les canots. D'autres disent qu'il empêcha des passagers de l'entrepont désespérés d'embarquer clandestinement. Walter Lord, dans son livre La Nuit du « Titanic », réfute l'idée qu'il agit comme un officier, déclarant qu'il resta tranquillement sur le pont à observer l'évacuation du navire. Butt est mort dans le naufrage, et son corps, s'il fut retrouvé, n'a jamais été identifié.

### Hommage
Le corps de Butt n'ayant pas été repêché, un cénotaphe est érigé en son honneur dans la section 3 du Cimetière national d'Arlington. Le 2 mai 1912, un service commémoratif se tient dans la demeure familiale de Butt, auquel assistent 1 500 personnes dont le Président Taft. Ce dernier lui rend hommage dans un discours disant : « Si Archie avait pu choisir le moment de sa mort, il aurait choisi celui que Dieu lui aurait donné. Sa vie fut consacrée à son sacrifice au service des autres. Son dévouement envers les autres fit partie de sa nature. Tous ceux qui le connaissaient l'appelaient Archie. Je n'ai pas pu préparer de discours pour aujourd'hui. J'ai essayé, mais n'ai pas réussi. Nous étions trop proches. Il fut loyal à mon prédécesseur, Mr. Roosevelt, qui le choisit comme aide de camp, et il fut pour moi un fils ou un frère. »
En 1913, la Millet-Butt Memorial Fountain est érigée près de la Maison-Blanche dans l'Ellipse. À Augusta, le Butt Memorial Bridge lui est dédié par Taft en 1914.
La Cathédrale nationale de Washington contient une grande plaque dédiée au Major Archibald Butt.

## Dans la fiction
Butt joue un rôle important dans le roman de Jack Finney, From Time to Time. Dans celui-ci, Butt est envoyé en Europe par le Président Taft et l'ancien Président Roosevelt pour éviter la Première Guerre mondiale. En Europe, il semble avoir pris les précautions nécessaires pour rendre un conflit impossible. Cependant, même lorsqu'il est informé du destin funeste du navire par le protagoniste voyageant dans le temps, il refuse de se sauver alors que des femmes et des enfants pourraient mourir.